# Digitális kézi refraktométer
A digitális kézi refraktométer az anyagok törésmutatójának mérésére szolgáló eszköz. 

## Működés elve
A legtöbb digitális kézi refraktométer ugyanazon a kritikus szög elven működik, mint a hagyományos kézi refraktométer. A különbség az, hogy LED-es fényforrás fénye fókuszálódik az alsó prizmaelemre. Amikor a prizma mérési felületére folyékony mintát viszünk fel, a fény egy része átkerül az oldaton és elveszik, míg a fennmaradó fény visszaverődik egy árnyékvonalat létrehozó fotodiódák lineáris tömbjére. A törésmutató egyenesen arányos az árnyékvonal helyzetével a fotodiódákon. Miután az árnyékvonal pozícióját a műszer automatikusan meghatározta, a belső szoftver korrelálja a pozíciót a törésmutatóval, vagy egy másik mértékegységgel, amely a törésmutatóval kapcsolatos, és digitális kijelzőn jeleníti meg LCD- vagy LED-skálán. 
Minél több dióda van a fotodiódasorban, annál pontosabbak lesznek a leolvasások, és annál könnyebb lesz az emulziók és más, nehezen olvasható folyadékok leolvasása, amelyek elmosódott árnyékvonalakat képeznek. 
A digitális kézi refraktométerek általában pontosabbak, mint a hagyományos kézi refraktométerek, de kevésbé pontosak, mint a legtöbb asztali refraktométer. Azokkal ellentétben, szükség lehet egy kicsit nagyobb mennyiségű mintára is a leolvasáshoz. 
Az eredmény megjeleníthető különböző mértékegységekben: Brix-fok, fagyáspont, forráspont, koncentráció stb. Szinte minden digitális refraktométer automatikus hőmérséklet-kompenzációval rendelkezik (legalább Brix esetében). 
A legtöbb készülék prizmájánál egy mélyedés van kialakítva, ami megkönnyíti a ragadós minták kitisztítását, és néhány műszer olyan szoftvert kínál, amely megakadályozza a szélsőséges környezeti fény zavaró hatását a leolvasáskor (le is lehet árnyékolni a prizmát erős fény esetén). Bizonyos eszközök több mérőskálával készülnek, vagy lehetőséget adnak, hogy ismert konverziós faktorú skála helyezzünk be. Vannak olyan digitális kézi refraktométerek, amelyek IP65 (IP-kód) vízállóak, és így futó csaptelep alatt moshatók. 

## Fordítás
Ez a szócikk részben vagy egészben  a   Digital handheld refractometer című angol Wikipédia-szócikk ezen változatának fordításán alapul.  Az eredeti cikk szerkesztőit annak laptörténete sorolja fel. Ez a jelzés csupán a megfogalmazás eredetét és a szerzői jogokat jelzi, nem szolgál a cikkben szereplő információk forrásmegjelöléseként.

## Kapcsolódó szócikk
- Refraktométer